# Cornil
Cornil é uma comuna francesa na região administrativa da Nova Aquitânia, no departamento de Corrèze. Estende-se por uma área de 19,66 km². Em 2010 a comuna tinha 1 323 habitantes (densidade: 67,3 hab./km²).